# HD42155
HD42155 — хімічно пекулярна зоря спектрального класу
A2. Має видиму зоряну величину в смузі V приблизно  9,2.